# Mo lei tau
Mo lei tau (chinesisch 無厘頭 / 无厘头, Pinyin wúlítóu, Jyutping mou4lei4tau4) ist eine Form von chinesisch-kantonesischem Humor. Verwendet werden Elemente des Slapstick, Wortspiele und parodistische Verweise auf Popkultur. Bekannt wurde diese Form des Humors durch die Filme von Stephen Chow und Wong Jing.

## Herkunft
Bevor sie bekannt wurden, waren Chow und Wong Fans von japanischem Anime. Besonders gerne sahen sie sich die übertriebenen Verrenkungen der Cartoon-Figuren an und beschlossen, dies in ihre Realfilme einzubauen. Das Publikum sollte durch diese slapstickähnlichen, absurden Visualeffekte zum Lachen gebracht werden.
Wong umschrieb die Reaktionen des Publikums mit dem kantonesischen Ausruf mo lei tau gau (無厘頭尻,  wúlítóukāo, Jyutping mou4lei4tau4gau1). Dies ist ein Ausruf starker Verwunderung und ist ungefähr mit „Was soll das?“ übersetzbar. Das letzte Zeichen 尻,  kāo, Jyutping gau1 bezeichnet allerdings einen Fäkalausdruck, weswegen dieser Ausdruck zu mo lei tau (無厘頭) abgekürzt wurde. Dies bedeutet auf Kantonesisch „Unsinn“.
Der Humor basiert auf der phonetischen Besonderheit des Gleichklangs im Kantonesischen, also dem ähnlichen Klang von Wörtern mit unterschiedlicher Bedeutung, und der „Möglichkeit, mit geringen Variationen gewichtige Fehlleistungen zu produzieren.“ Die sich hieraus ergebenden Wortspiele sind nur teilweise ins Englische oder Deutsche übersetzbar, weswegen Mo-lei-tau-Filme bei der Übersetzung einen Teil ihres Humors einbüßen.

## Beschreibung
HKfilm.net nennt mo lei tau „Nonsens-Komödien“ und stellt die Merkmale „hektische Handlungen, hohen Gehalt an körperlichem Humor (Slapstick), Parodien, Popkultur-Referenzen und starker Gebrauch von kantonesischem Slang“ heraus. Der Chicago Reader beschreibt mo lei tau ferner als den Ansatz, „jegliche Logik einer Situation durch visuelle und verbale Umkehrungen und logischen Brüchen zu zerstören.“ Die BBC nennt mo lei tau „Silly Talk“ und stellte heraus, dass mo lei tau besonders von Situationskomik und dem absurden Kontrast zwischen Dialog und Handlung lebt. Als Beispiele wurden genannt:
- Der Mafiaboss, vor dem alle Killer Angst haben, entpuppt sich als Grundschullehrerin
- Vernichtung eines Killerroboters durch den Einsatz eines Mikrowellenherdes
- Abweisung des letzten Wunsches eines Sterbenden, weil man kein Chinesisch versteht
- Rezitieren eines alten chinesischen Gedichtes inmitten einer Slapstick-Szene
- Mit Fäkalhumor durchsetzter Dialog inmitten einer Action-Szene

Als Referenz des mo lei tau gilt Schauspieler (Regisseur) Stephen Chow, dessen Filme Sixty Million Dollar Man, Shaolin Kickers und Kung Fu Hustle stark von dieser Art Humor geprägt sind.

## Soziale Bedeutung
Mo lei tau gilt im chinesischen Sprachraum als sehr populär. Die Beliebtheit begründet sich womöglich auch darin, dass es Tendenzen des Eskapismus enthält. Der Chicago Reader führt aus, dass Chinesen mo lei tau als Mittel sehen, um „gute Miene zum bösen Spiel“ zu machen, d. h. harte Realitäten des Alltags (Erfolgsdruck im Berufsleben, SARS-Epidemie) mit einem ironischen bzw. nihilistischen Achselzucken hinzunehmen.